# Académie Léopoldine
Pour les articles homonymes, voir Leopoldina (homonymie).

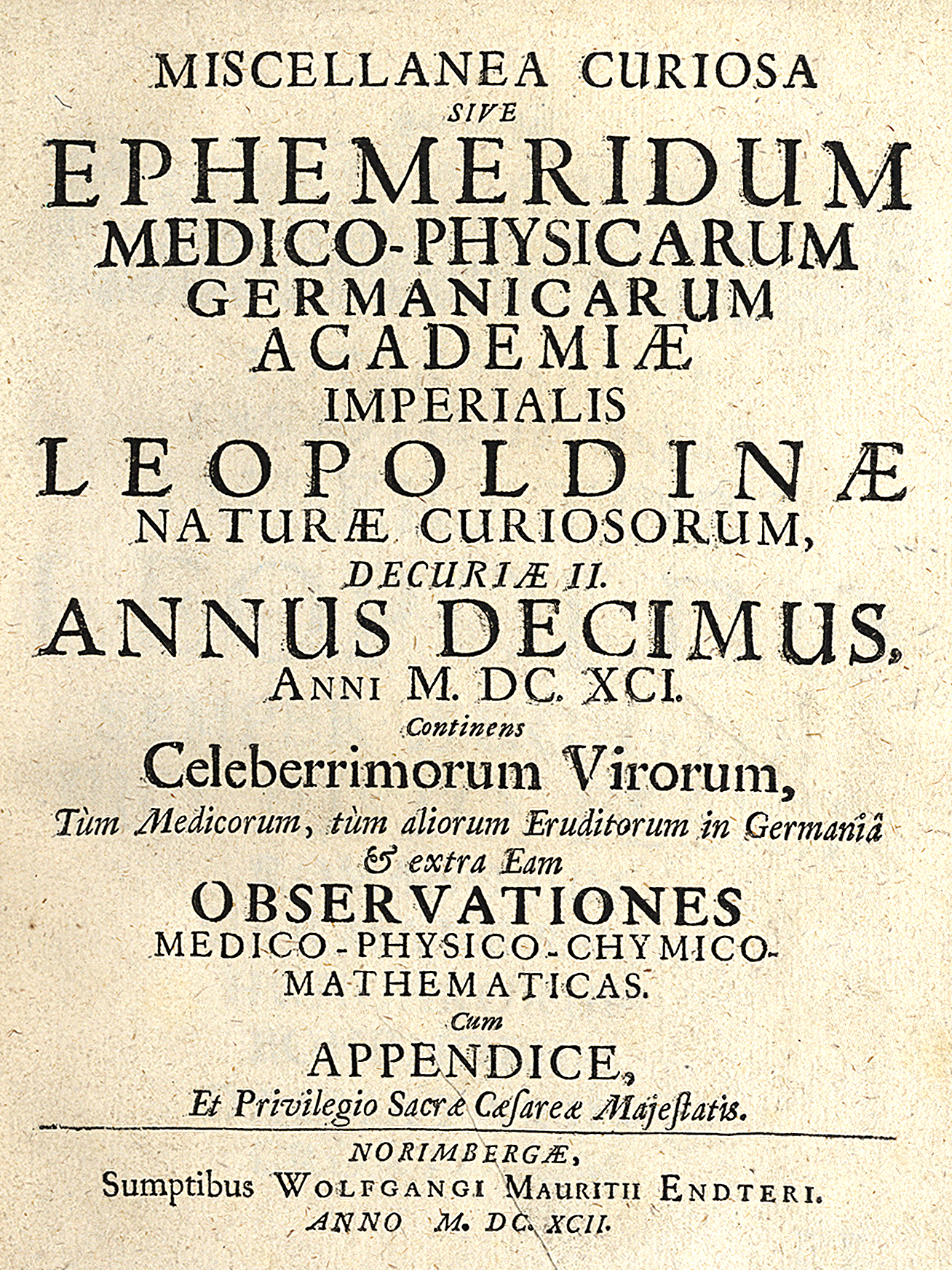
Miscellanea Curiosa (1692)

L'Académie Léopoldine ou Académie nationale des Sciences (en allemand : Nationale Akademie der Wissenschaften Leopoldina) est établie à Halle-sur-Saale en Saxe et affirme être la plus ancienne société savante au monde encore en activité.

## Historique
Le 1er janvier 1652, l’Academia Naturae Curiosorum (Académie des Curieux de la Nature) est créée par quatre médecins : Johann Laurentius Bausch (1605-1665), qui en est l’instigateur et son premier président, Johann Michael Fehr, Georg Balthasar Metzger et Georg Balthasar Wohlfarth. En 1670, la société commence à faire paraître Ephemeriden, l’un des premiers journaux scientifiques. En 1677, l’empereur Léopold Ier reconnaît la société qui prend, dix ans plus tard, le nom de Leopoldina.
À ses origines, les activités de la société se font principalement par correspondance, son siège variant en fonction du domicile de son président. Les sièges de la société sont très variés avant qu'elle ne se fixe à Halle en 1878. La bibliothèque de la société ayant considérablement grandi, des terres sont acquises et un bâtiment construit (ouvert en 1904). À l'arrivée du parti nazi au pouvoir, les membres juifs de l'académie sont exclus. En 1944, une grande partie des ouvrages de la bibliothèque, ainsi que les archives, sont mis à l'abri dans les anciennes mines de potasse de Wansleben am See, à 15 km de Halle. Saisis par les soviétiques, ces ouvrages ne seront jamais restitués à la Leopoldine. À l’issue de la Seconde Guerre mondiale, Halle se trouve en zone contrôlée par les soviétiques et le gouvernement est-allemand tente, plusieurs fois, de nationaliser l’institution. Mais les responsables de l’académie résistent et la maintiennent comme une société pan-germanique. En 1991, la réunification allemande la maintient dans ses statuts sans buts lucratifs et elle reçoit des subventions à la fois de l’État fédéral allemand (environ 80 % de son budget) et du land de Saxe.
En novembre 2007, le ministre allemand des Sciences, Annette Schavan, décrit le rôle de la Léopoldine comme l’académie nationale des sciences du pays, un rôle équivalent à la Royal Society de la Grande-Bretagne ou l’Académie nationale des sciences des États-Unis[réf. souhaitée].
Elle a accueilli, comme membres, 157 prix Nobel (2007), dont Marie Curie, Otto Hahn, Niels Bohr, Max Planck , Christian de Duve et Albert Einstein.

## Activités actuelles
La Léopoldine donne des conférences, continue de faire paraître Ephemeriden sous le nom de Nova Acta Leopoldina, décerne divers prix et médailles, attribue des bourses. Les nouveaux membres sont choisis par les anciens. Une revue, Acta Historica Leopoldina, est consacrée à sa propre histoire.

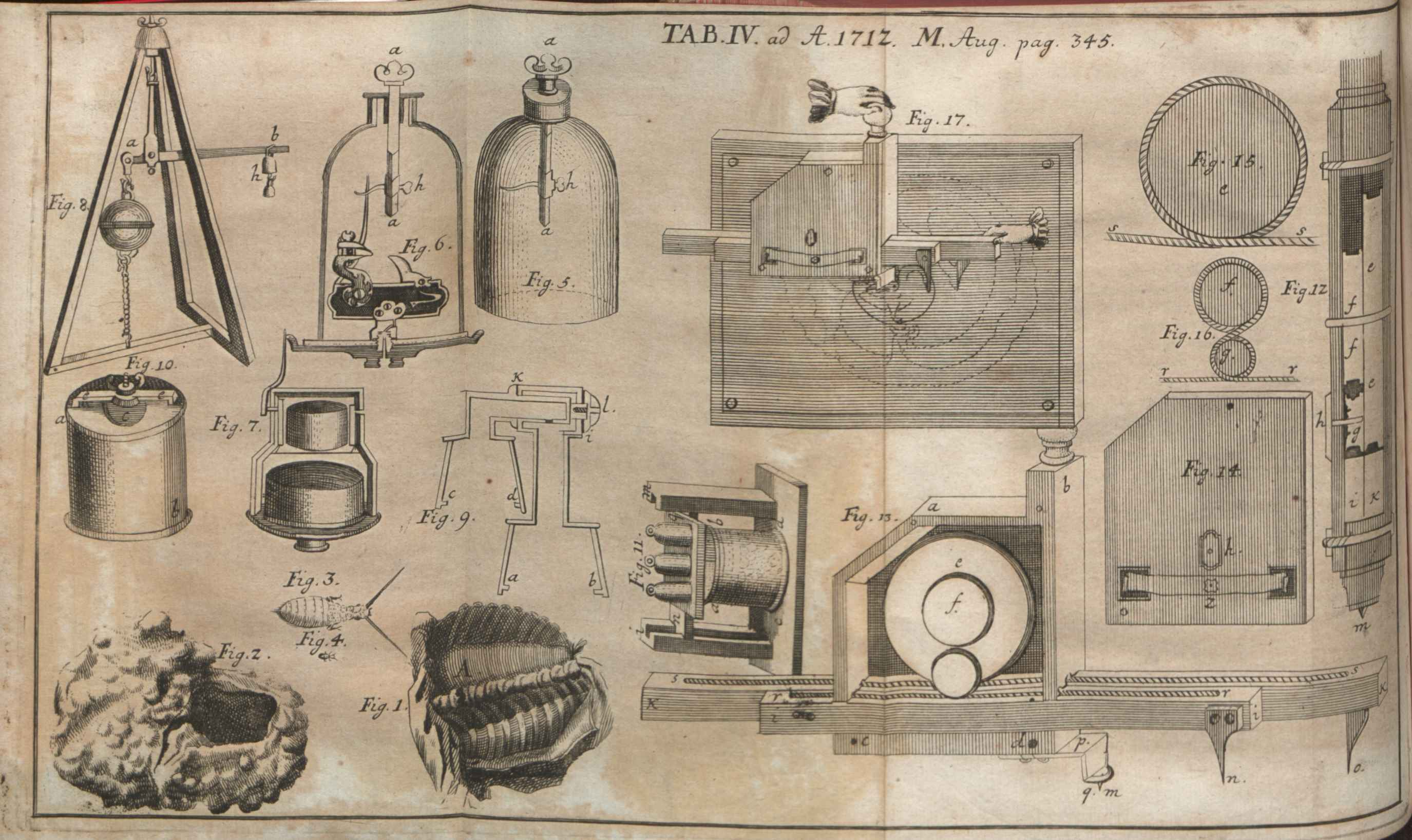
Illustration des Acta Eruditorum où ont été publiés les Naturae Curiosorum Ephemerides.

Un astéroïde, (893) Leopoldina, découvert en 1918, lui a été dédié.

## Liste des présidents
(avec les dates de présidence et leur nom d’académicien)
- 1652–1665 : Johann Lorenz Bausch (1605-1665) – Jason I. (Schweinfurt)
- 1666–1686 : Johann Michael Fehr (1610-1688) – Argonautoa I. (Schweinfurt)
- 1686–1693 : Johann Georg Volkamer (1616-1693) – Helianthus I. (Nuremberg)
- 1693–1730 : Lukas Schröck (de) (1646-1730) – Celsus I. (Augsbourg)
- 1730–1735 : Johann Jakob Baier (1677-1735) – Eugenianus I. (Altdorf bei Nürnberg)
- 1735–1769 : Andreas Elias Büchner (1701-1769) – Bacchius (Erfurt, Halle)
- 1770–1788 : Ferdinand Jakob Baier (de) (1707-1788) – Eugenianus II. (Nuremberg)
- 1788–1791 : Heinrich Friedrich Delius (de) (1720-1791) – Democedes II. (Erlangen)
- 1791–1810 : Johann Christian Daniel von Schreber (1739-1810) – Theophrastus Eresius IV. (Erlangen)
- 1811–1818 : Friedrich von Wendt (1738-1817) – Diocles Carystius IV. (Erlangen)
- 1818–1858 : Christian Gottfried Daniel Nees von Esenbeck (1776-1858) – Aristoteles III. (Erlangen, Bonn, Breslau)
- 1858–1862 : Dietrich Georg Kieser (de) (1779-1862) – Scheuchzer I. (Iéna)
- 1862–1869 : Carl Gustav Carus (1789-1869) – Cajus II. (Dresde)
- 1870–1878 : Wilhelm Friedrich Behn (en) (1808-1878) – Marco Polo I. (Dresde)
- 1878–1895 : Carl Hermann Knoblauch (1820-1895) – Thomas Johann Seebeck (Halle)
- 1895–1906 : Karl von Fritsch (1838-1906) (Halle)
- 1906–1921 : Albert Wangerin (1844-1933)
- 1921–1924 : August Gutzmer (1860-1924)
- 1924–1931 : Johannes Walther (en) (1860-1937)
- 1932–1950 : Emil Abderhalden (1877-1950)
- 1952–1953 : Otto Schlüter (1872-1959)
- 1954–1974 : Kurt Mothes (de) (1900-1983)
- 1974–1990 : Heinz Bethge (de) (1919-2001)
- 1990–2003 : Benno Parthier (de) (1932-)
- 2003–2010 : Volker ter Meulen (de) (1933-)
- 2010—2020 : Jörg Hacker (en) (1952-)
- 2020—présent : Gerald Haug[8]